# Hægebostad
Hægebostad és un municipi situat al comtat d'Agder, Noruega. Té 1.702 habitants (2016) i té una superfície de 461,33 km². El centre administratiu del municipi és el poble de Tingvatn.